# Pandemis cinnamomeana
Pandemis cinnamomeana là một loài bướm đêm thuộc họ Tortricidae. Nó được tìm thấy ở châu Âu (except in the south) tới Nga, Trung Quốc, Hàn Quốc và Nhật Bản.
Sải cánh dài 18–24 mm. Con trưởng thành bay từ the end of tháng 6 đến tháng 7 ở Tây Âu. Ở Triều Tiên, Cá thể trưởng thành mọc cánh from giữa tháng 5 đến giữa tháng 9. 
Ấu trùng ăn lá của Abies alba, Acer, Betula, Larix, Malus pumila, Picea sitchensis, Prunus, Pyrus, Quercus, Salix, Sorbus aucuparia, Sorbus commixta, Ulmus davidiana và Vaccinium. Nó cũng được ghi nhận ở Camellia.

## Hình ảnh

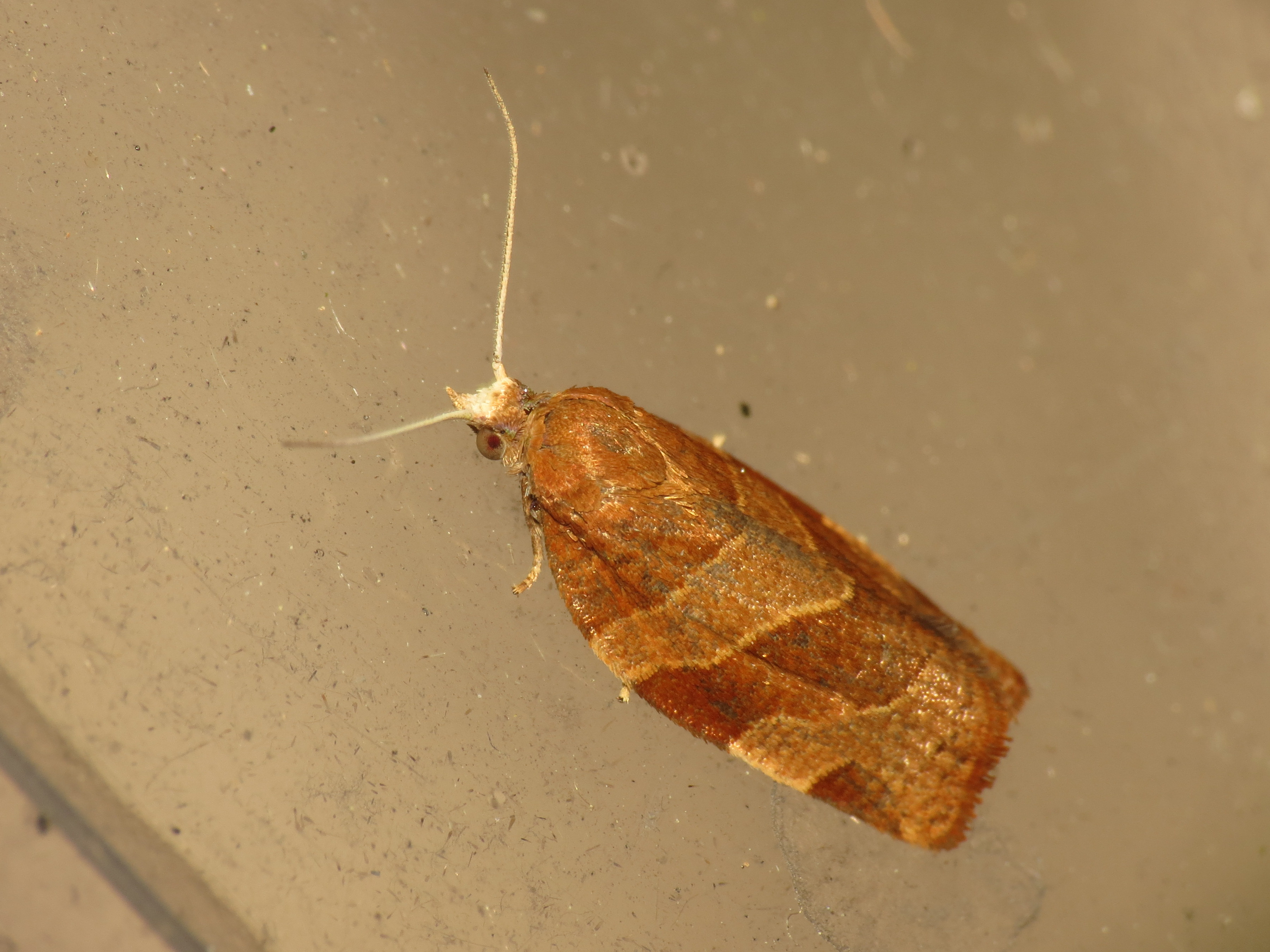
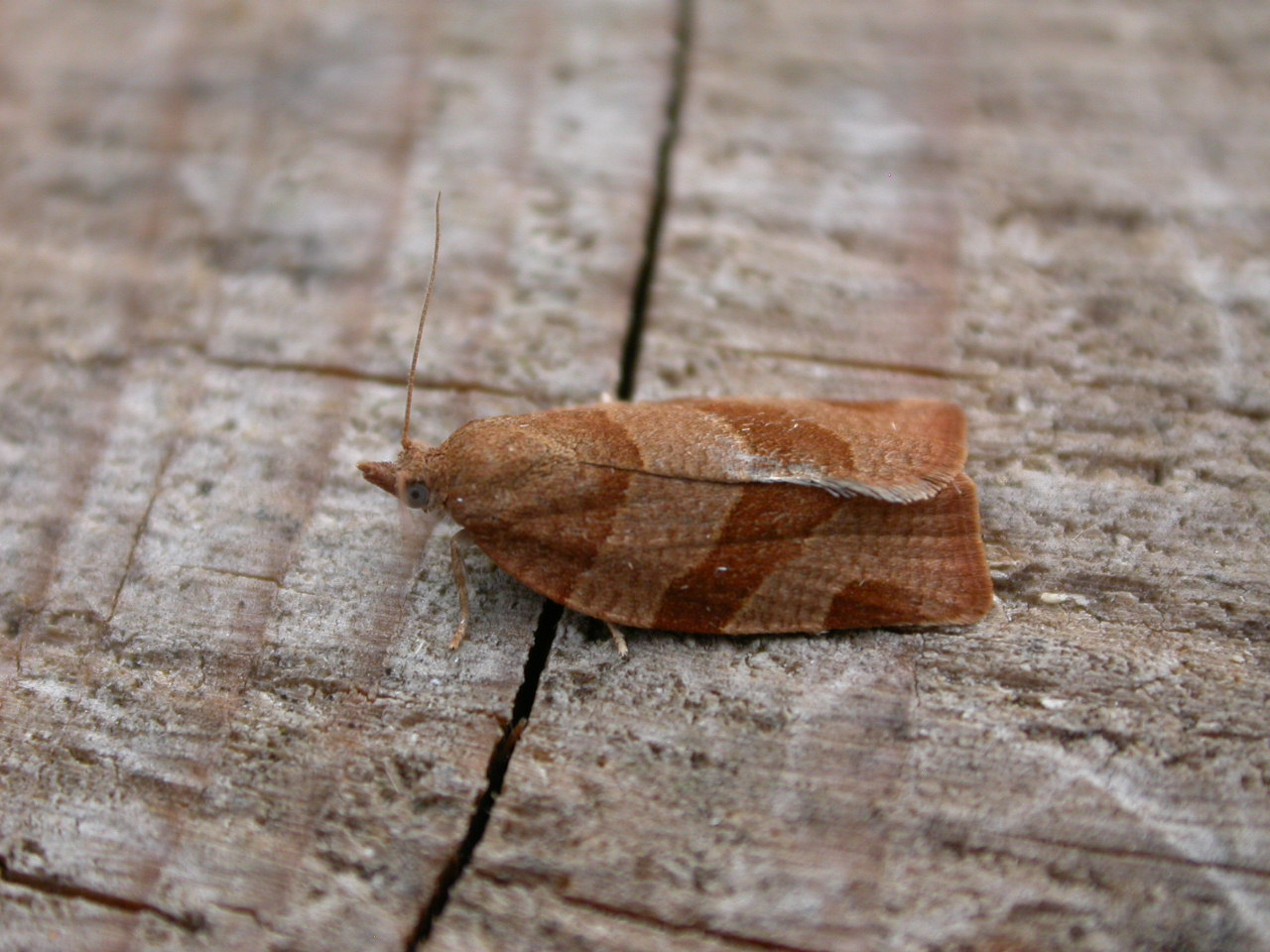
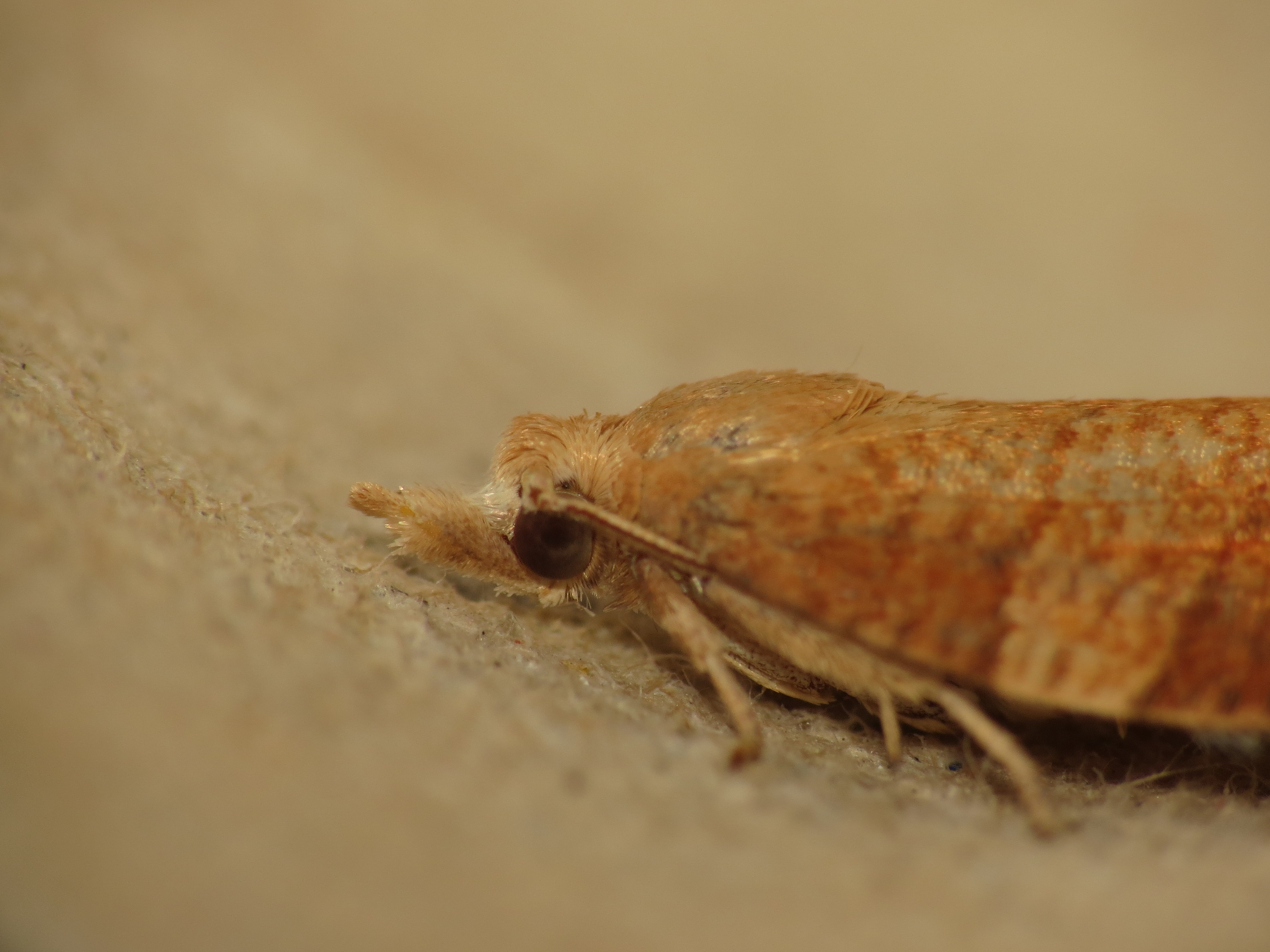
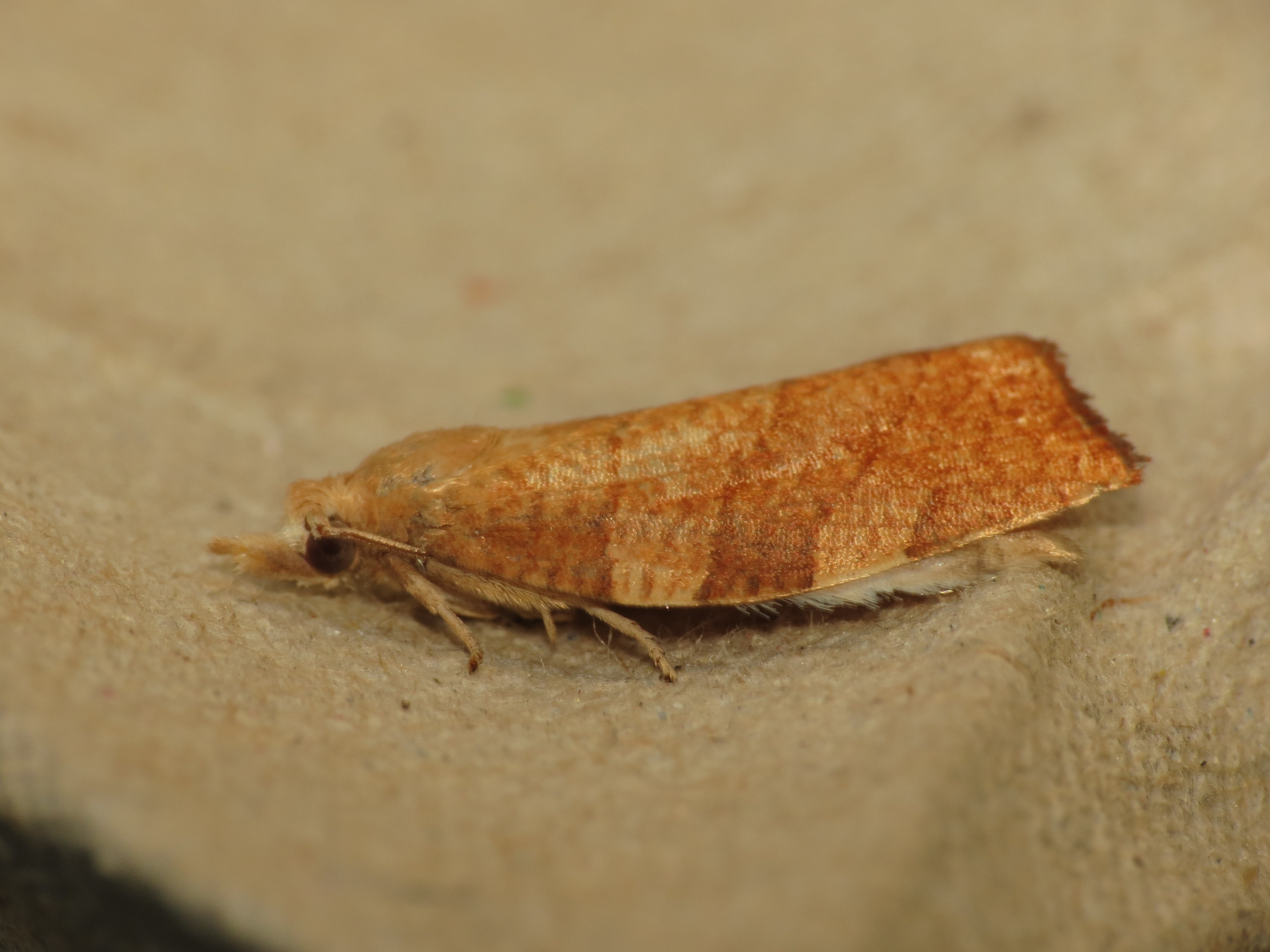